# Copa TV Sergipe de Futsal de 2014
A Copa TV Sergipe de Futsal de 2014, também conhecida como X Copa TV Sergipe, é a décima edição do torneio da modalidade. Oito equipes participaram da competição, disputada em 4 fases.

## Equipes participantes
Equipes participantes da X Copa TV Sergipe de Futsal:
- Aracaju
- Canindé
- Capela
- Itaporanga
- Glória
- General Maynard
- Socorro
- Siriri

## Primeira Fase

### Classificação

#### Grupo A
|   | Time            | Pts | J | V | E | D | GP | GC | SG  |
| - | --------------- | --- | - | - | - | - | -- | -- | --- |
| 1 | Itaporanga      | 16  | 6 | 5 | 1 | 0 | 31 | 7  | 24  |
| 2 | Aracaju         | 13  | 6 | 4 | 1 | 1 | 24 | 5  | 19  |
| 3 | Socorro         | 6   | 6 | 2 | 0 | 4 | 16 | 18 | -2  |
| 4 | General Maynard | 0   | 6 | 0 | 0 | 6 | 5  | 46 | -41 |

|  | Classificado para a Semifinal |  | Classificado para a Segunda Fase |  | Eliminado |

#### Grupo B
|   | Time    | Pts | J | V | E | D | GP | GC | SG  |
| - | ------- | --- | - | - | - | - | -- | -- | --- |
| 1 | Canindé | 12  | 6 | 3 | 3 | 0 | 15 | 11 | 4   |
| 2 | Capela  | 9   | 6 | 2 | 3 | 1 | 18 | 17 | 1   |
| 3 | Glória  | 9   | 6 | 2 | 3 | 1 | 13 | 8  | 5   |
| 4 | Siriri  | 1   | 6 | 0 | 1 | 5 | 7  | 18 | -11 |

|  | Classificado para a Semifinal |  | Classificado para a Segunda Fase |  | Eliminado |

## Segunda Fase

### Confrontos

#### Jogo Ida
| 25 de março | Glória | 4 - 4 | Aracaju | Nossa Senhora da Glória |
| 20:00       |        |       |         |                         |

| 27 de março | Socorro | 3 - 6 | Capela | Nossa Senhora do Socorro |
| 20:00       |         |       |        |                          |

#### Jogo Volta
| 29 de março | Aracaju | 8 - 1 | Glória | Aracaju |
| 20:00       |         |       |        |         |

| 1 de abril | Capela | 4 - 1 | Socorro | Capela |
| 20:00      |        |       |         |        |

### Fase final
|  | Semifinais | Semifinais | Semifinais | Semifinais |   |         | Final | Final | Final | Final |
|  |            |            |            |            |   |         |       |       |       |       |
|  | Canindé    | 3          | 2          | 5          |   |         |       |       |       |       |
|  | Aracaju    | 2          | 4          | 6          |   |         |       |       |       |       |
|  | Aracaju    | 2          | 4          | 6          |   | Aracaju | 3     | -     | 3     |       |
|  |            |            |            |            |   | Aracaju | 3     | -     | 3     |       |
|  |            | Itaporanga | 4          | -          | 4 |         |       |       |       |       |
|  | Itaporanga | Itaporanga | 4          | -          | 4 | 4       | 1     | 5     |       |       |
|  | Itaporanga |            |            |            |   | 4       | 1     | 5     |       |       |
|  | Capela     | 1          | 0          | 1          |   |         |       |       |       |       |

| Copa TV Sergipe de Futsal de 2014 |
| Sergipe                           |
| --------------------------------- |
| Itaporanga Campeão (1º título)    |

### Semifinais

#### Ida
| 03 de abril | Aracaju | 2 - 3 | Canindé | Aracaju |
| 20:00       |         |       |         |         |

| 08 de abril | Capela | 1 - 4 | Itaporanga | Capela |
| 20:00       |        |       |            |        |

#### Volta
| 13 de abril | Canindé | 2 - 4 | Aracaju | Canindé de São Francisco |
| 20:00       |         |       |         |                          |

| 15 de abril | Itaporanga | 1 - 0 | Capela | Itaporanga d'Ajuda |
| 20:00       |            |       |        |                    |

### Final
| 26 de abril | Aracaju | 3 - 4 | Itaporanga | Ginásio do SESI, Aracaju |
| 9:00        |         |       |            |                          |

## Premiação

### Campeão
| Campeão da Copa TV Sergipe de 2014 |
| Sergipe                            |
| ---------------------------------- |
| Itaporanga (1ª título)             |

## Artilharia
| Gols | Jogador | Time    |
| ---- | ------- | ------- |
| 11   | Foca    | Capela  |
| 9    | Pita    | Aracaju |

### Classificação Geral
|   | Time            | Pts | J  | V | E | D | GP | GC | SG  |
| - | --------------- | --- | -- | - | - | - | -- | -- | --- |
| 1 | Aracaju         | 20  | 10 | 6 | 2 | 2 | 42 | 15 | 27  |
| 2 | Itaporanga      | 19  | 7  | 6 | 1 | 0 | 35 | 8  | 27  |
| 3 | Capela          | 15  | 9  | 4 | 3 | 2 | 29 | 25 | 4   |
| 4 | Canindé         | 15  | 8  | 4 | 3 | 1 | 20 | 17 | 3   |
| 5 | Glória          | 10  | 8  | 2 | 4 | 2 | 18 | 20 | -2  |
| 6 | Socorro         | 6   | 8  | 2 | 0 | 6 | 20 | 28 | -8  |
| 5 | Siriri          | 1   | 6  | 0 | 1 | 5 | 7  | 18 | -11 |
| 6 | General Maynard | 0   | 6  | 0 | 0 | 6 | 5  | 46 | -41 |